# Liste der Kulturdenkmale in Dardesheim
In der Liste der Kulturdenkmale in Dardesheim sind alle Kulturdenkmale in Dardesheim, einem Ortsteil der Gemeinde Osterwieck (Landkreis Harz), aufgelistet. Grundlage ist das Denkmalverzeichnis des Landes Sachsen-Anhalt, das auf Basis des Denkmalschutzgesetzes des Landes Sachsen-Anhalt vom 21. Oktober 1991 durch das Landesamt für Denkmalpflege und Archäologie Sachsen-Anhalt erstellt und seither laufend ergänzt wurde (Stand: 31. Dezember 2021). 
Zurück zur Hauptliste

## Kulturdenkmale
| Lage | Bezeichnung      | Beschreibung                                                                                                 | Erfassungs- nummer | Ausweisungsart               | Bild             |
| --- | ---------------- | --- | ------------------ | ---------------------------- | ---------------- |
| Kreuzung nach Deersheim (Karte)                                                                                            | Brücke           | | 094 01898          | Baudenkmal                   | BW               |
| Schulstraße (Karte) | Schule           | Thomas-Mann-Schule                                                                                           | 094 01895          | Baudenkmal                   | Weitere Bilder   |
| Bahnhofstraße (Karte) | Friedhof         | | 094 01884          | Baudenkmal                   | Weitere Bilder   |
| Bahnhofstraße 285 (Karte)                                                                                                  | Bahnhof          | | 094 01882          | Baudenkmal                   | Weitere Bilder   |
| Bahnhofstraße 284 (Karte)                                                                                                  | Mühle            | | 094 01883          | Baudenkmal                   | Mühle            |
| Braunschweiger Tor (Karte)                                                                                                 | Brücke           | | 094 01885          | Baudenkmal                   | Weitere Bilder   |
| Braunschweiger Tor (Karte)                                                                                                 | Pumpstation      | gegenüber dem Umspannwerk auf der anderen Straßenseite                                                       | 094 01886          | Baudenkmal                   | Weitere Bilder   |
| Braunschweiger Tor 11a (Karte)                                                                                             | Umspannwerk      | drei Gebäude                                                                                                 | 094 01887          | Baudenkmal                   | Weitere Bilder   |
| Burgstraße 259 (Karte) | Ackerbürgerhaus  | | 094 01896          | Baudenkmal                   | Weitere Bilder   |
| Burgstraße 276 (Karte) | Bauernhaus       | genehmigter Abriss nach 2000, unter Schutz stand nur ein alter Balken, der nach Osterwieck ausgelagert wurde | 094 01897          | Baudenkmal                   | Bauernhaus       |
| Halberstädter Tor (Karte)                                                                                                  | Brücke           | | 094 01900          | Baudenkmal                   | Weitere Bilder   |
| Kirchplatz 228, 229, 230, 231, 232, 233, 234, 235, 236, 237, 238, 239, 240, 241, 242, 243, 244, 245, 246, 247, 248 (Karte) | Ortskern         | | 094 01921          | Denkmalbereich               | Weitere Bilder   |
| Kirchplatz 238 (Karte) | Ackerbürgerhof   | | 094 01894          | Baudenkmal                   | Weitere Bilder   |
| Kirchplatz 239 (Karte) | Ackerbürgerhaus  | | 094 01893          | Baudenkmal                   | Ackerbürgerhaus  |
| Kirchplatz 241 (Karte) | Bauernhaus       | | 094 01888          | Baudenkmal                   | Weitere Bilder   |
| Kirchplatz Flur 8, Flurstück 246/24 im Zentrum des Ortes a.d. Ost-Westachse von Markt- und Kirchplatz (Karte)              | Kirche           | St. Stephanus                                                                                                | 094 02466          | Baudenkmal                   | Weitere Bilder   |
| Klint 143 (Karte) | Kate             | evtl. nicht mehr existent, vor Ort prüfen!                                                                   | 094 01904          | Baudenkmal                   | BW               |
| Klint 144 (Karte) | Ackerbürgerhaus  | evtl. nicht mehr existent, vor Ort prüfen!                                                                   | 094 01903          | Baudenkmal                   | BW               |
| Lange Straße 101 (Karte)                                                                                                   | Ackerbürgerhaus  | | 094 01915          | Baudenkmal                   | Weitere Bilder   |
| Lange Straße 108 (Karte)                                                                                                   | Ackerbürgerhaus  | | 094 01905          | Baudenkmal                   | Weitere Bilder   |
| Lange Straße 151, 152 (Karte)                                                                                              | Bauernhaus       | zwei Gebäude                                                                                                 | 094 01902          | Baudenkmal                   | Weitere Bilder   |
| Lange Straße 181 (Karte)                                                                                                   | Handwerkerhaus   | zwei Gebäude im Winkel zueinander                                                                            | 094 01901          | Baudenkmal                   | Weitere Bilder   |
| Lange Straße 22 (Karte) | Bauernhaus       | | 094 01920          | Baudenkmal                   | Weitere Bilder   |
| Lange Straße 67 (Karte) | Ackerbürgerhaus  | | 094 01919          | Baudenkmal                   | Ackerbürgerhaus  |
| Lange Straße 75 (Karte) | Handwerkerhaus   | | 094 01918          | Baudenkmal                   | Weitere Bilder   |
| Lange Straße 86 (Karte) | Pfarrhof         | zwei Gebäude                                                                                                 | 094 01925          | Baudenkmal                   | Weitere Bilder   |
| Lange Straße 87 (Karte) | Ackerbürgerhaus  | | 094 01917          | Baudenkmal                   | Weitere Bilder   |
| Lange Straße 90 (Karte) | Ackerbürgerhaus  | Eckgebäude zur Schulstraße                                                                                   | 094 01916          | Baudenkmal                   | Weitere Bilder   |
| Lange Straße 97 (Karte) | Ackerbürgerhaus  | | 094 01914          | Baudenkmal                   | Weitere Bilder   |
| Lange Straße, Turmstraße (Karte)                                                                                           | Stadtbefestigung | | 094 01922          | Denkmalbereich               | Stadtbefestigung |
| Marktplatz 249, 251, 252, 253, 254, 255 (Karte)                                                                            | Marktplatz       | | 094 01890          | Denkmalbereich               | Weitere Bilder   |
| Marktplatz 250 Ortskern in der Sichtachse Marktplatz – Kirchplatz (Karte)                                                  | Rathaus          | | 094 01892          | Baudenkmal                   | Weitere Bilder   |
| Sürenstraße 229 (Karte) | Rittergut        | Rittergut | 094 01924          | Baudenkmal                   | Weitere Bilder   |
| Sürenstraße 229 (Karte) | Park             | Park | 094 01924 001      | Teilobjekt eines Baudenkmals | Weitere Bilder   |
| Wernigeröder Straße 267 (Karte)                                                                                            | Wohnhaus         | Wernigeröder Tor 267                                                                                         | 094 01899          | Baudenkmal                   | Weitere Bilder   |

## Ehemalige Kulturdenkmale
Die nachfolgenden Objekte waren ursprünglich ebenfalls denkmalgeschützt oder wurden in der Literatur als Kulturdenkmale geführt. Die Denkmale bestehen heute jedoch nicht mehr, ihre Unterschutzstellung wurde aufgehoben oder sie werden nicht mehr als Denkmale betrachtet.
| Lage                                                          | Bezeichnung    | Beschreibung | Erfassungs- nummer | Ausweisungsart | Bild           |
| ------------------------------------------------------------- | -------------- | ------------ | ------------------ | -------------- | -------------- |
| Marktplatz 254 Ortskern südwestl. des Alten Rathauses (Karte) | Ackerbürgerhof |              | 094 01889          |                | Ackerbürgerhof |

- siehe auch: Liste der Kulturdenkmale in Osterwieck

## Legende
In den Spalten befinden sich folgende Informationen:
- Lage: Nennt den Straßennamen und wenn vorhanden die Hausnummer des Kulturdenkmals. Die Grundsortierung der Liste erfolgt nach dieser Adresse. Der Link „Karte“ führt zu verschiedenen Kartendarstellungen und nennt die geographischen Koordinaten.
Link zu einem Kartenansichtstool, um Koordinaten zu setzen. In der Kartenansicht sind Baudenkmale ohne Koordinaten mit einem roten bzw. orangen Marker dargestellt und können in der Karte gesetzt werden. Baudenkmale ohne Bild sind mit einem blauen bzw. roten Marker gekennzeichnet, Baudenkmale mit Bild mit einem grünen bzw. orangen Marker.
- Offizielle Bezeichnung: Nennt den Namen, die Bezeichnung oder zumindest die Art des Kulturdenkmals und verlinkt, soweit vorhanden, auf den Artikel zum Objekt.
- Beschreibung: Nennt bauliche und geschichtliche Einzelheiten des Kulturdenkmals, vorzugsweise die Denkmaleigenschaften.
- Erfassungsnummer: Für jedes Kulturdenkmal wird in Sachsen-Anhalt eine 20stellige Erfassungsnummer vergeben. Die letzten zwölf Ziffern werden für die Untergliederung nach Teilobjekten genutzt und werden nur angegeben, soweit vergeben. In dieser Spalte kann sich folgendes Icon  befinden, dies führt zu Angaben zu diesem Baudenkmal bei Wikidata.
- Ausweisungsart: Die Einordnung des Denkmales nach § 2 Abs. 2 DenkmSchG LSA
- Bild: Ein Bild des Denkmales, und gegebenenfalls einen Link zu weiteren Fotos des Kulturdenkmals im Medienarchiv Wikimedia Commons. Wenn man auf das Kamerasymbol klickt, können Fotos zu Kulturdenkmalen aus dieser Liste hochgeladen werden: